# Blumeray
Blumeray ist eine französische Gemeinde mit 100 Einwohnern (Stand: 1. Januar 2022) im Département Haute-Marne in der Region Grand Est. Sie gehört zum Kanton Joinville und zum Arrondissement Saint-Dizier. 

## Lage
Die Gemeinde liegt etwa 35 Kilometer südsüdwestlich der Arrondissements-Hauptstadt Saint-Dizier. Die wenig gegliederte, plateauartige und waldreiche Landschaft zwischen den Flusstälern von Marne und Aube weist keine oberirdischen Fließgewässer auf. Die Gemeinde ist umgeben von folgenden Nachbargemeinden:
| Sommevoire |                                             | Dommartin-le-Saint-Père, Doulevant-le-Château |
| Nully      | Kompassrose, die auf Nachbargemeinden zeigt | Arnancourt                                    |
| Thil       | Beurville                                   | Cirey-sur-Blaise                              |

## Bevölkerungsentwicklung
| Jahr                       | 1962 | 1968 | 1975 | 1982 | 1990 | 1999 | 2008 | 2018 |
| -------------------------- | ---- | ---- | ---- | ---- | ---- | ---- | ---- | ---- |
| Einwohner                  | 110  | 113  | 97   | 107  | 106  | 92   | 97   | 107  |
| Quellen: Cassini und INSEE |      |      |      |      |      |      |      |      |